# جعدة بن هبيرة المخزومي
جَعْدة بن هبيرة بن أبي وَهْب القرشي المخزومي، تابعي، وابن أُخت علي بن أبي طالب، وابن عمة الحسن والحسين، وأمه أم هانئ بنت أبي طالب.
وقال البغوي: ولد على عهد النبي صلّى اللَّه عليه وسلم، وليست له صحبة.

## نسبه
- هو: جَعْدَةُ بنُ هُبَيْرَةَ ابن أبي وهب بن عمرو بن عائذ بن عمران بن مخزوم.[3]
- أمه أم هانئ بنت أبي طالب ابن عبد المطلب بن هاشم بن عبد مناف بن قصي. [3]

## حياته
ذكر ابن حجر العسقلاني والبغوي وابن السَّكن أنه وُلد على عهد النبيّ ، وأمه أم هانئ بنت أبي طالب، وذكره الشيخ الطوسي في أصحاب رسول الله ، وقال ابن منده: مختلف في صحبته، وقال البخاريّ: له صحبة، وقال الحاكم في تاريخه يقال إن له رؤية، وقال ابن حبان: لا أعلم لصحبته شيئًا صحيحًا أعتمد عليه. وكان جعدة ولي خراسان لعلي. ومات جعدة في خلافة معاوية.